# Les Forêts du Maine
Les Forêts du Maine est un recueil de textes écrits par Henry David Thoreau à la suite de ses excursions dans les forêts du nord-est des États-Unis, dans l'État du Maine, en 1846, 1853 et 1857. Il y décrit le mont Katahdin de façon romantique et étudie la manière de vivre des pionniers et des Indiens.
L'ensemble de ces ouvrages témoignent d'une connaissance botanique et naturaliste fine et éclairée, même si la vision de la nature y est toujours personnifiée ou idéalisée comme le montre le critique Roderick Nash, dans Wilderness and the American Mind.
L’activité de naturaliste qui a occupé une grande partie de la dernière décennie de l’écrivain, même si celui-ci n'a pu en assembler les matériaux avant sa mort, y est très présente.
Dans l'appendice des Forêts du Maine Thoreau liste des noms de plantes, d’arbres ou d’oiseaux, et relève des mots en langue algonquine, faisant par là, avant l'heure, œuvre d'ethnologue.